# Hampden (Nouvelle-Zélande)
Hampden, est une localité rurale située dans la région de North Otago (en) , dans l’Île du Sud de la Nouvelle-Zélande.

## Situation
Elle est localisée tout près de la côte du North Otago, à 35 kilomètres au sud de la ville d’Oamaru et à 80 kilomètres au nord de la cité de Dunedin, qui toutes les deux sont reliées par la  State Highway 1/S H 1.

## Population
La population de la ville à son maximum était d’environ 560 personnes, vers l’année 2009.
Elle a diminué à approximativement 230 personnes.

## Toponymie
La localité d’Hampden est dénommée en l’honneur de l’homme politique anglais John Hampden par l’un des premiers géomètres W. B. D. Mantell, probablement influencé par la localisation d’une maison publique constituée par le Hampden Hotel en ce lieu.

## Géographie
Hampden est situé à côté d’une large baie s’étendant de Aorere Point jusqu’à la pointe de formation de Moeraki, sur une plaine côtière, qui s’élève en direction de l’ouest jusqu’au pied de la chaîne de Horse Range et au-delà, jusqu’à chaîne de Kakanui (en).
Le sol de ces plaines environnantes surmonte une formation calcaire.
Les formations particulières constituant les Moeraki Boulders sont localisées à 2 kilomètres au sud de la ville de Hampden.
La plupart des villes sont situées entre le Big Kuri (Kurinui) et Little Kuri Creeks.
Les rues de la ville d’Hampden se déploient selon le schéma d’une grille rectangulaire centrée sur la route nationale principale et le chemin de fer. 
Elles furent dénommées d’après des localisations anglaises telles que Lancaster, Shrewsbury, Worcester, et Norfolk.
Il est possible de faire du surf sur le détroit de Katiki, ainsi que de la pêche à la truite dans les rivières Waianakarua et  Shag.

## Histoire
La ville fut fondée en 1860, avec la première vente de la zone de terre datée de mars 1863. 
En 1865, il y avait deux pubs dans le secteur, l’hôtel Hampden et l’hôtel Clyde, et à la fois un cimetière et un institut de mécanique, qui étaient en place vers 1870.
Les premières industries du secteur comprenaient la moisson du phormium et la récolte des troncs d’arbres.

## Gouvernance
L’existence d’un borough fut proclamée en 1879, avec l’élection du premier maire, qui était William Murcott 
Le  borough exista  jusqu’en 1960, mais maintenant Hampden fait partie du district de Waitaki.

## La localité moderne de Hampden
La ville comprend une caserne de pompiers rurale, un magasin fish and chips, un petit supermarché, un motel, une auberge de jeunesse, un terrain de camping populaire, un café, le Hampden Lodge et un atelier de mécanique, un petit magasin d’objets d’occasion, une taverne, et l’hôtel de ville historique.
L'élevage ovin est l’activité économique principale de la région et est en augmentation avec l’élevage d’autres espèces de bétail.
Le Hampden Energy Forum, institué en 2007, a grossi dans le cadre d’un projet d’autonomie et d’entraide de la communauté, qui implique presque tout le monde dans le village, en partant d’un petit groupe d’enthousiastes, qui se sentaient concernés à propos du futur d’une petite communauté rurale de la période "post-oil".
Lors de la rencontre inaugurale pour mettre en place le forum, plus d’un tiers de la population de la ville a participé. 
Le forum a gagné le prix du Trustpower pour les Communes en 2008.